# Berane
Berane (cyr. Беране, w latach 1949–1992 Ivangrad) – miasto w Czarnogórze, siedziba gminy Berane. W 2023 roku liczyło 25 162 mieszkańców.
Jest położone w Sandżaku, w dolinie rzeki Lim. W jego pobliżu znajduje się monaster Đurđevi stupovi.